# Clidemia piperifolia
Clidemia piperifolia är en tvåhjärtbladig växtart som beskrevs av Henry Allan Gleason. Clidemia piperifolia ingår i släktet Clidemia och familjen Melastomataceae. Inga underarter finns listade i Catalogue of Life.